# 羅布林 (新澤西州)
羅布林（英語：Roebling）是位於美國新澤西州伯靈頓縣的普查規定居民點。

## 人口
根據2020年美國人口普查的數據，羅布林的面積為2.97平方千米，當中陸地面積為2.57平方千米，而水域面積為0.40平方千米。當地共有人口3585人，而人口密度為每平方千米1,207.07人。